# Altopiano della Bainsizza
L'altopiano della Bainsizza (in sloveno Banjška planota) è un altopiano calcareo della Slovenia occidentale a nord-est di Gorizia, bagnato a ovest dal fiume Isonzo e confinante a sud-est con la Selva di Tarnova; è localizzato negli attuali comuni di Nova Gorica e Canale d'Isonzo.

## Classificazione
La Partizione delle Alpi vedeva l'altopiano appartenente al sistema alpino ed appartenente alla sezione delle Alpi Giulie.
Le più moderne classificazioni (tra cui la SOIUSA) lo escludono dal sistema alpino insieme a tutta la regione del Carso e lo attribuiscono alla  Regione Mediterranea (in sloveno Sredozemski svet).

## Caratteristiche
Tra gli insediamenti che ne portano il nome nelle diverse lingue vi sono il paese di Banjšice e il paese di Battaglia della Bainsizza (in sloveno Bate) attualmente insediamenti del comune di Nova Gorica.

## Storia
Questo altopiano è soprattutto noto per essere stato teatro nella prima guerra mondiale della decima e undicesima battaglia dell'Isonzo.